# Axel Disasi
Axel Disasi (Gonesse, 11 maart 1998) is een Frans–Congolees voetballer, die doorgaans speelt als centrale verdediger. Hij verruilde AS Monaco in augustus 2023 voor Chelsea. Disasi debuteerde in 2022 in het Frans voetbalelftal.

## Clubcarrière

### Paris FC
Disasi is een jeugdspeler van Villiers-le-Bel JS, USM Senlis en Paris FC. Aldaar debuteerde hij op 12 december 2015 in de Ligue 2. In de thuiswedstrijd tegen RC Lens mocht hij de volledige wedstrijd spelen. De wedstrijd werd uiteindelijk met 0–1 verloren na een tegendoelpunt van Wylan Cyprien.

### Stade Reims
Het daaropvolgende seizoen werd hij overgenomen door Stade de Reims, eveneens uitkomend in de Ligue 2. In het seizoen 2017/18 werd Reims kampioen en promoveerde zo naar de Ligue 1. DOp 25 augustus 2018 maakte hij zijn debuut op het hoogste niveau in de met 4–1 verloren wedstrijd tegen Amiens SC. In het seizoen 2019/20 speelde Disasi zichzelf in de basis. Hij speelde in vier seizoenen 53 wedstrijden in het eerste elftal en maakte twee goals.

### AS Monaco
In augustus 2020 tekende hij een vijfjarige verbintenis bij AS Monaco, dat 13 miljoen euro voor hem overhad. Hij verving centraal achterin Kamil Glik, die vertrok naar Benevento. Op 23 augustus maakte hij uitgerekend tegen zijn oude club Stade Reims zijn debuut voor zijn nieuwe club. In het 2-2 gelijkspel maakte hij ook nog eens zijn eerste goal voor Monaco.

### Chelsea
Disasi tekende in augustus 2023 voor zes jaar bij Chelsea. Dat betaalde 45 miljoen euro voor hem aan Monaco. Hij maakte op 13 augustus zijn debuut tegen Liverpool en was meteen goed voor zijn eerste doelpunt voor de club in een 1-1 gelijkspel. Hij speelde 44 wedstrijden in zijn eerste seizoen en kwam daarin tot drie doelpunten. 

## Clubstatistieken
| Seizoen | Club           | Competitie     | Competitie | Competitie | Beker | Beker | Internationaal | Internationaal | Totaal | Totaal |
| Seizoen | Club           | Competitie     | Wed.       | Dlp.       | Wed.  | Dlp.  | Wed.           | Dlp.           | Wed.   | Dlp.   |
| ------- | -------------- | -------------- | ---------- | ---------- | ----- | ----- | -------------- | -------------- | ------ | ------ |
| 2015/16 | Paris FC       | Ligue 2        | 3          | 1          | 2     | 0     | –              | –              | 5      | 1      |
| 2016/17 | Stade de Reims | Ligue 2        | 1          | 0          | 0     | 0     | –              | –              | 1      | 0      |
| 2017/18 | Stade de Reims | Ligue 2        | 13         | 1          | 2     | 0     | –              | –              | 15     | 1      |
| 2018/19 | Stade de Reims | Ligue 1        | 4          | 0          | 1     | 0     | –              | –              | 5      | 0      |
| 2019/20 | Stade de Reims | Ligue 1        | 27         | 1          | 5     | 0     | –              | –              | 32     | 1      |
| 2020/21 | AS Monaco      | Ligue 1        | 29         | 3          | 6     | 0     | –              | –              | 35     | 3      |
| 2021/22 | AS Monaco      | Ligue 1        | 32         | 1          | 4     | 0     | 9              | 2              | 45     | 3      |
| 2022/23 | AS Monaco      | Ligue 1        | 38         | 3          | 1     | 0     | 10             | 3              | 49     | 6      |
| 2023/24 | Chelsea        | Premier League | 31         | 2          | 13    | 1     | –              | –              | 44     | 3      |
| 2024/25 | Chelsea        | Premier League | 1          | 0          | 0     | 0     | 2              | 0              | 3      | 0      |
| Totaal  | Totaal         | Totaal         | 179        | 12         | 31    | 0     | 21             | 5              | 231    | 18     |

Bijgewerkt op 16 september 2024.

## Interlandcarrière
Disasi is een voormalig Frans jeugdinternational. Zonder zijn debuut te hebben gemaakt, werd hij opgeroepen voor de 26-koppige selectie van Frankrijk voor het WK 2022 in Qatar, als vervanger van de geblesseerd afgehaakte Presnel Kimpembe. Hij maakte zijn debuut voor het Franse voetbalelftal in de WK-wedstrijd tegen Tunesië, die met 1-0 verloren ging. Hij viel ook in de laatste minuut van de verloren WK-finale in tegen Argentinië.

## Erelijst
| Ligue 2 | 1 | 2017/18 |